# Ludwig Hausmann
Ludwig Hausmann (* 16. März 1803 in Berlin; † 7. Februar 1876 in München) war ein deutscher Theaterschauspieler und Komiker.

## Leben
Eigentlich gelernter Apotheker, trat Hausmann erst im 23. Lebensjahr und zwar in Magdeburg zur Bühne, nachdem er auf einem Berliner Liebhabertheater die Anfangsgründe der Schauspielkunst erlernt hatte. 1827 ging er nach Aachen, von hier nach Breslau. Danach war er am Theater in der Josefstadt (1828 bis 1833). Auch im Wiener Leopoldstädter Theater, wo er anfangs gastierte, fand er bei einem Gastspiel solchen Anklang, dass aus den sechs vertraglich festgestellten Abenden 20 wurden, was umso beachtlicher ist, als die Wiener ihn, von seiner norddeutschen Sprechweise unangenehm berührt, am ersten Abend hatten durchfallen lassen. Vier Jahre lang bewahrte er sich die Gunst des Publikums der Leopoldstadt, dann aber nahm er einen Antrag nach Mannheim an, wo er nun von 1838 bis 1849 wirkte. Ab 1850 nahm er kein fixes Engagement mehr an, sondern gastierte noch kurze Zeit an namhaften Bühnen Deutschlands, bevor er sich endgültig nach München zurückzog, wo er auch verstarb.
Verheiratet war er seit 1838 mit Julie Weick; ihre gemeinsame Tochter war Marie Dahn-Hausmann.